# Comtat de Bilbao
El Comtat de Bilbao és un títol nobiliari espanyol concedit per la reina regent Maria Cristina d'Habsburg el 17 de setembre de 1887 al polític i militar Ignacio María del Castillo y Gil de la Torre

## Institució del comtat
El títol de comte de Bilbao amb Grandesa d'Espanya va ser instituït en la persona del general Ignacio María del Castillo en 1887, quan va ser destituït com a ministre de la Guerra i en honor de la seva anterior trajectòria polític-militar.
El títol recorda el destacat paper que Ignacio María del Castillo va jugar durant la Tercera Guerra Carlina. Va ser el comandant militar de la plaça de Bilbao que va aconseguir resistir el setge al que va ser sotmesa la vila entre el 27 de desembre de 1873 i el 2 de maig de 1874 per part de les tropes carlistes.

## Comtes de Bilbao
|                                              | Titular                                      | Període                                      |
| Creació per Maria Cristina d'Habsburg Lorena | Creació per Maria Cristina d'Habsburg Lorena | Creació per Maria Cristina d'Habsburg Lorena |
| -------------------------------------------- | -------------------------------------------- | -------------------------------------------- |
| I                                            | Ignacio María del Castillo y Gil de la Torre | 1887-1893                                    |
| II                                           | Joaquín del Castillo y de la Torre           | 1899-1920                                    |
| III                                          | José María Castillo y Salazar                | 1920-1966                                    |
| IV                                           | Francisco Javier Castillo y Salazar          | 1966- ?                                      |
| V                                            | Ignacio María Castillo y Allende             | actual titular                               |

## Història dels comtes de Bilbao
- Ignacio María del Castillo y Gil de la Torre (1817-1893), I comte de Bilbao.

1. Casat amb María de la Torre y Ortiz. El succeí el se ufill:

- Joaquín del Castillo y de la Torre (1866-1920), II comte de Bilbao.

1. Casat amb María Joaquina de Salazar y Aguirre. El succeí el seu fill:

- José María del Castillo y Salazar (1894-.), III comte de Bilbao, Gentilhome Gran d'Espanya amb exercici i servitud del Rei Alfons XIII. El succeí:

- Francisco Javier del Castillo y Salazar, IV comte de Bilbao.

1. Casat amb María de Allense y Bofill.

- Ignacio María del Castillo y Allende (1942-.), V comte de Bilbao, comte de la Torre de Cossio.

1. Casat amb Ana Maria Lojendio y del Alcázar.